# 穀神星冰原島峰
穀神星冰原島峰（英語：Ceres Nunataks）是南極洲的冰原島峰，位於亞歷山大一世島南部，由3座島峰組成，處於蕭士達高維契半島以東，以穀神星命名，現時由南極條約體系管理。

## 外部連結
- （页面存档备份，存于）

72°3′S 70°25′W / 72.050°S 70.417°W